# Šmartinske Cirkovce
Šmartinske Cirkovce – wieś w Słowenii, w gminie miejskiej Velenje. W 2018 roku liczyła 82 mieszkańców. 